# Luis Kalil
Luis Kalil (Bagé, 2000) é um guitarrista brasileiro radicado em Los Angeles, que ganhou notoriedade por ser o inventor de uma técnica inédita na guitarra, chamada reverse tapping (que consiste em inverter as mãos a partir da tradicional técnica de tapping), técnica que criou quando tinha apenas 14 anos.
Em 2015, Kalil se tornou o primeiro guitarrista brasileiro a se apresentar no EMGtv, considerado um dos principais programas do gênero nos Estados Unidos.
Em 2021, Kalil também foi anunciado como guitarrista da banda Red Devil Vortex.
Em abril de 2022, Luis lançou o videoclipe do single “Reverse Strike”, em que ele mostra essa técnica. A música conta com participação de Dirk Verbeuren, baterista do Megadeth. Esta canção ganhou destaque na Revista Guitar World, que a elegeu como um dos melhores lançamentos do "universo da guitarra" do mês. Ao comentar a canção, Matt Owen, colunista da revista, disse: "Com a ajuda de Dirk Verbeuren, do Megadeth, Kalil oferece uma sinfonia de frases de seis cordas cintilantes, embora nunca perca de vista a melodia, o fraseado e a emoção".

## Discografia
Solo
- Insight (2015)[13]
- Sunset Daredevil (2016)[14]
- Boulevard (EP) (2017)[15]